# Enrique Reig y Casanova
Enrique Reig y Casanova (ur. 20 stycznia 1859 w Walencji, zm. 25 sierpnia 1927 w Toledo) – hiszpański duchowny katolicki, kardynał, arcybiskup Toledo i prymas Hiszpanii. 

## Życiorys
Święcenia kapłańskie przyjął w 1886 roku w Almería z rąk bp. José María Orberá biskupa Almería. Kanclerz i wikariusz generalny diecezji Mallorca. 28 marca 1914 roku otrzymał nominację na biskupa Barcelony, a sakrę biskupią przyjął 8 listopada 1914 roku w Madrycie z rąk abp. Francesco Ragonesi nuncjusza apostolskiego w Hiszpanii. 22 kwietnia 1920 roku promowany na arcybiskupa metropolitę Walencji. Na konsystorzu 11 grudnia 1922 roku papież Pius XI wyniósł go do godności kardynalskiej z tytułem kardynała prezbitera San Pietro in Montorio. 14 grudnia 1922 roku przeniesiony na stolicę metropolitalną i prymasowską w Toledo. Zmarł 25 sierpnia 1927 roku w Toledo. Pochowano go w archikatedrze metropolitalnej w Toledo.